# Madurees
Het Madurees (ook: Madoerees) is een Austronesische taal die gesproken wordt op het eiland Madura en in delen van Oost-Java. In 2004 waren er 10.000.000 in Indonesië. Onduidelijk is echter of het gaat om mensen die behoren tot de Madurese etnische groep of sprekers van de Madurese taal.

## Enige kenmerken
Het Madurees is verwant aan het Maleis. Door eeuwenlange contacten met het Javaans heeft het Madurees veel leenwoorden uit het Javaans overgenomen. Verder heeft het Madurees ook verschillende spreekstijlen net als in het Javaans.
Qua fonologie lijkt het Madurees ook enigszins op het Javaans. Het Madurees bezit naast dentale fonemen ook retroflexe fonemen. Daarnaast bezit het Madurees ook aangeblazen (geaspireerde) fonemen net als het Sanskriet. Men vermoedt dan ook dat deze fonemen relicten zijn uit het Sanskriet. Het verschil is wel dat er in het Madurees geen stemhebbende aangeblazen plofklanken bestaan.